# トビアス・A・シュリッスラー
トビアス・A・シュリッスラー（Tobias A. Schliessler、1958年11月5日 - ）は、ドイツの撮影監督。

## 来歴
バーデン＝バーデン出身。父親はドキュメンタリー映画製作者。1979年、カナダのバンクーバーに渡り、サイモンフレーザー大学で映画を学ぶ。卒業後、ドキュメンタリー映画やコマーシャルの撮影を経て、カナダで主にテレビ映画の撮影を行う。
1997年、ロサンゼルスに移る。主にビル・コンドンやピーター・バーグ監督作品の撮影をつとめる。2008年から全米撮影監督協会の会員である。

## 主な作品
- チェイン・ジャンクション Chaindance (1991)
- 殺しのミステリー Writer's Block (1991) テレビ映画
- ブレイン・コントロール Duplicates (1992) テレビ映画
- アクセル/爆走マッハ428 Born to Run (1993)
- キャンディマン2 Candyman: Farewell to the Flesh (1995)
- THEM ゼム Them (1996) テレビ映画
- ダーク・エスケープ The Escape (1997) テレビ映画
- フリー・ウィリー3 Free Willy 3: The Rescue (1997)
- マンデラとデクラーク Mandela and de Klerk (1997) テレビ映画
- ボルケーノ・インフェルノ Volcano: Fire on the Mountain (1997) テレビ映画
- LONG WAY HOME ロング・ウェイ・ホーム The Long Way Home (1998) テレビ映画
- アウトレイジ/連鎖脅迫 Outrage (1998) テレビ映画
- バッド・スパイラル 運命の罠 The Guilty (2000)
- ワイルド・チェイス Bait (2000)
- ランダウン ロッキング・ザ・アマゾン The Rundown (2003)
- プライド 栄光への絆 Friday Night Lights (2004)
- ドリームガールズ Dreamgirls (2006)
- ハンコック Hancock (2008)
- サブウェイ123 激突 The Taking of Pelham 1 2 3 (2009)
- バトルシップ Battleship (2012)
- ローン・サバイバー Lone Survivor (2013)
- フィフス・エステート/世界から狙われた男 The Fifth Estate (2013)
- Mr.ホームズ 名探偵最後の事件 Mr. Holmes (2015)
- パトリオット・デイ Patriots Day (2016)
- 美女と野獣 Beauty and the Beast (2017)
- グッドライアー 偽りのゲーム The Good Liar (2019)
- スペンサー・コンフィデンシャル Spenser Confidential (2020)
- マ・レイニーのブラックボトム Ma Rainey's Black Bottom (2020)
- パーマー Palmer (2021)